# Vox (romanzo Christina Dalcher)
Vox è un romanzo scritto da Christina Dalcher, pubblicato in Italia per la prima volta nel 2018 dalla Editrice Nord, tradotto da Barbara Ronca.
È un romanzo distopico ambientato in un'America diversa da quella comunemente conosciuta, in un'epoca non precisata.

## Trama
Jean McClellan da un giorno all'altro si ritrova in un nuovo mondo. A tutte le donne sono negati quasi tutti i diritti quali parlare, scrivere, imparare, leggere, avere un conto in banca e tutto ciò che concerne e forma la libertà di una persona. Quando se ne accorge sarà però troppo tardi per poter fermare Il Movimento per la Purezza che ormai ha vinto le elezioni e diffonde idee patriarcali e maschiliste. Compito delle donne è essere brave mogli e madri e per questo non c'è bisogno di una formazione scolastica. Così Jean McClellan, come sua figlia di solo sei anni e come tutte le donne si ritrovano a non poter dire più di cento parole al giorno, controllate da un braccialetto magnetico attaccato al polso. Non è stata una sua scelta, ma è diventata una donna di poche parole. Quando le si presenterà l'occasione di ribaltare questo mondo, non si tirerà indietro, ma lotterà per se stessa, per sua figlia e per tutte le donne.

## Ambientazione
La vicenda viene narrata dalla stessa protagonista Jean. Sono presenti tecnicismi in ambito medico essendo la protagonista una neurolinguista che svolge la sua attività in ambienti medici. Il tempo in cui è narrata la storia non è definito, ma grazie ai riferimenti tecnici e scientifici utilizzati e al tipo di società descritta riusciamo a capire che si tratti di un'epoca moderna o comunque non lontano dalla nostra.